# Chemin des Révoires
Koordinaten: 43° 44′ 4,4″ N, 7° 24′ 46,3″ O
Der Chemin des Révoires ist ein Fußweg im Stadtbezirk Les Révoires in Monaco. Er verbindet den Boulevard de Belgique mit der Moyenne Corniche, die schon in Frankreich liegt. Der Weg führt am Hang des 1148 Meter hohen Mont Agel hinauf, einem Ausläufer der Seealpen. Auf monegassischem Gebiet erreicht der Weg die Höhe von 164 Metern, den höchsten Punkt des Fürstentums.